# Gösta Åkerlöf
Gösta Carl Wilhelm Åkerlöf (Stoccolma, 11 giugno 1897 – Princeton, 8 maggio 1966) è stato un chimico svedese.

## Biografia
Insegnante alla Yale University, fu autore di vari esperimenti e ricerche chimico-fisici, in particolare riguardo agli elettroliti.